# ボトルネック (小説)
『ボトルネック』は、2006年に 新潮社から刊行された米澤穂信の推理小説。

## 概要
石川県金沢市と福井県東尋坊を舞台とした、パラレルワールドを扱った青春SFミステリ。自分の住む環境とは似て非なるパラレルワールドに迷い込んだ少年がパラレルワールドと本来いる世界の相違から見出した真実に打ちのめされていく様が描かれている。2006年8月30日に発売後、2009年10月9日に文庫版が発売された。
本作のアイディアは著者がデビュー前、10代後半の大学生の頃に発想されたものだが、その時点では「小説として書き上げる力量が無い」として長い間完成させることはなかった。しかし「1作目からの青春小説の一面を一度総括する」という考えから執筆に着手した。また完成当時は28歳で「20代の葬送」として「10代や20代前半の感覚が消える前に完成したかった」という想いがあり、執筆時はその感覚の変化に苦労したことも語っている。
このミステリーがすごい! 2007年版では15位を記録する。また2010年度の大学読書人大賞では5位となる。

## あらすじ
2年前に死んだ恋人の諏訪ノゾミを弔うため、彼女が死んだ東尋坊にやってきた高校1年生・嵯峨野リョウは母から兄の訃報を聞き、葬式のために戻ろうとしたところ、東尋坊の崖から転落してしまう。だが、死んだと思われたリョウは自分の住む金沢で目覚めていた。自宅に戻るリョウだが、家には存在しないはずのリョウの姉・嵯峨野サキがいた。
サキとの会話の中で、リョウは自分が生まれていない世界に飛ばされたことを実感する。リョウはサキと共に自分のいた世界とサキのいる世界の相違を見つめる中で、自らの身に起きた出来事の手掛かりを探っていく。

### 結末（ネタバレ）
サキと共にそれぞれの世界の「間違い探し」として、金沢市内を見て回るリョウは周りで起きた事象がサキのいる世界では悉く異なっていることに気付く。そして、何よりリョウを驚愕させたのは、自分のいた世界にいる時とは対照的に明るく元気なサキの後輩として生きていたノゾミの存在だった。その後、東尋坊に向かう列車の中で、リョウはサキの推理により、ノゾミが「ヒューマニストにもモラリストにもなりたくない」と語ったジャスコで会った人物の性格を模倣していただけだったことを知ることに。さらにリョウからノゾミの死の状況を聞いたサキは、リョウの世界のノゾミの死の真相そしてサキの世界のフミカの危機を語る。
ノゾミの死の原因は「相手の怯える表情が見たい」というフミカの悪意が発端となった事故だった。フミカは相手が不幸で傷ついている様子を見て楽しみ盗撮までする性癖の持ち主だった。フミカが現在もノゾミを危機に陥れるような罠を仕掛けていると睨んだサキはリョウと共に金沢に戻ってその危機を阻止しようとし、家に待機するよう言われたリョウは自分の世界と違い富山の大学生として存命している兄・ハジメと共に過ごすことに。
こうして、ノゾミが交通事故に巻き込まれる可能性が近づくようにフミカが仕込んだ睡眠薬を回収し、サキはノゾミを救いだした。しかし、これまでサキと行った「間違い探し」でサキの言動如何で事態が好転している世界を見たリョウに去来していたのは、自分が産まれたことこそが間違い、自分こそがボトルネックだという思いだった。兄への蔑みやノゾミの真実を目の当たりにしたリョウはサキの元から去ろうと袂を分かつが、その瞬間、突如として自分がいた世界の東尋坊に引き戻されてしまう。今までのように全てを受け入れることが出来ない心境に至り絶望し、崖の前の鎖に佇むリョウだが、携帯から発せられたサキ（後に自分はツユだと告げる）からの言葉でようやくノゾミの本心に触れるのだった。それでも取り返しのつかない思いに駆られるリョウに浮かぶ選択肢は「失望のまま終わらせるか、絶望しながら続けていくか」の二者択一、そして携帯に一通のメールが届く。「リョウへ。恥をかかせるだけなら、二度と帰ってこなくて構いません」。

## 登場人物
嵯峨野（） リョウ
高校1年生。中学1年生の時に両親の浮気が互いに露見し崩壊した家庭の中で過ごす。起きた出来事の大抵のことはそんなものかと受け止められることを自認する諦念的で積極性に乏しい性格。
嵯峨野 サキ
リョウが産まれなかった世界の嵯峨野家長女、高校2年生。生年月日の計算上、リョウの世界では産まれることはなかった長女・ツユに相当する。性格は明朗快活かつ利発的で行動力旺盛な一面がある。そうした性格上、機転の利いた言動を幾度かとり、周囲の問題を良い方向に解消してきた。
諏訪（） ノゾミ
リョウの恋人。3年前にリョウと出会い、2年前に東尋坊で強風に煽られ転落事故死した。リョウと出会う前は横浜で過ごし、父親が友人の連帯保証人となり破産したため金沢に来たが、そこで母親が生活に耐えきれずに失踪した。
常に感情を表に出さず、リョウ同様に何事も受け入れる性格。しかしサキの世界のノゾミはサキの後輩であり、性格もリョウの側にいるノゾミとは180度違う天真爛漫な性格となっている。
結城（） フミカ
金沢の隣町に住むノゾミの従妹。ノゾミと共に旅行のために東尋坊に行っており、ノゾミの最後を目撃した。
嵯峨野 ハジメ
嵯峨野家長男。凡庸ながら自意識が高く、その言動においてリョウに内心馬鹿にされている。そして肝心な場面において、間の悪さを発揮する。
嵯峨野 ハナエ
リョウの母親。夫と互いの浮気を知ってからも世間体を気にして離婚せず、周囲に良妻賢母のキャラで通すことに熱意を傾ける。リョウを夫の肩を持っていると見做し、露骨に邪険にする。

## 世界観
リョウとサキがそれぞれ住む世界は、環境に大きな乖離は無いが、当人達が住む金沢市周辺や人間関係などでは以下のような相違点が存在している。
嵯峨野家の家庭環境
リョウの住む世界では、嵯峨野家は両親が互いに浮気をしており、その事を互いに知ったがために凄まじい喧嘩に発展し家庭崩壊、その後は冷え切った家庭環境となっている。
対してサキの住む世界では、両親が互いに浮気をし、その事で修羅場に陥ったのは共通しているが、サキが意図的に怒りを爆発させたことがきっかけで家庭崩壊の危機は免れ、今では当人同士で旅行に出かける程の仲睦まじさを見せている。
そうした経緯から、リョウの世界では修羅場の中で破壊されていた物が、サキの世界では壊されずに現存しているという差異がある。
金沢市の周辺状況
リョウの住む世界では、歩行者が通るには狭い学校からの帰り道の途中にイチョウの木が立っており、交通の妨げになっているが、木の地主である老婆が亡き夫との思い出があるという理由で伐採に応じようとしない。また、その影響によりリョウを機に掛けてくれる辰川食堂の主人が脳卒中で倒れた際に、救急車が遅れたため主人に後遺症が残り食堂が閉店することになった。
対してサキの住む世界では、サキがイチョウと車に挟まれる事故に遭ってしまい、老婆が責任を感じたために、イチョウの木が伐採されている。それにより、救急車が間に合ったために脳卒中で倒れた主人は後遺症が残らず「辰川食堂」は閉店せずにそのまま営業を続けている。他にもリョウの世界では潰れていたネイティブアメリカンアクセサリの店がサキの手により立て直され、存続している。
諏訪ノゾミの性格
リョウの住む世界とサキの住む世界では、ノゾミは前者では無感情な性格、後者では感情豊かな性格となっているが、リョウとサキはそれぞれ母の義理立てのため、母方の親戚の売れない芸人のライブを見にいったジャスコの帰りに、河畔公園でノゾミと会話を交わしている。
ノゾミは家庭の事情から「自分の側で互いに争う“ヒューマニスト”（父親に相当）にも“モラリスト”（母親に相当）のどちらにもなりたくない、どうなったらいい？」と問うていた。それに対しリョウは「何でもない人になればいい」と答えたが、サキは「オプティミストになれば」と答えている。